# Frillohopen
Frillohopen kallades en grupp om sju frillor eller mätresser till Erik XIV.
Kung Erik skaffade dessa frillor efter att hans relation med Agda Persdotter upphört 1561 och innan relationen med Karin Månsdotter inletts 1565. De bodde tillsammans på bland annat kungsgården Väntholmen nära Svartsjö slott i en halvt officiell ställning, benämndes formellt med titeln "Kongl. Maj:t frilla" i dokument och räkenskaper, och levde med bekväm standard på den kungliga kassans bekostnad. När Erik tröttnade på förbindelsen blev de utan vidare avspisade, men försågs med hemgift och arrangerade äktenskap eller egendom för sin försörjnings skull.
Frillohopen bestod av Karin Jakobsdotter, Anna Larsdotter, Karin Pedersdotter, Sigrid Nilsdotter, Doredi Valentinsdotter, Britta och Ingerd. Endast deras namn är kända, i övrigt saknas individuella uppgifter. Det råder också oklarhet kring exakt hur många de var. Det nämns dock att de var av skiftande ursprung. En av dem födde en dotter, Lucretia, till vilken Erik XIV gjorde ett horoskop 1565. Anna Larsdotter har påståtts vara mor till Margareta Eriksdotter (Luth).
I januari 1565 blev Karin Månsdotter en av frillorna i denna grupp, och senare samma år blev hon Eriks enda frilla.